# Universidade Abubakar Tafawa Balewa
A Universidade Abubakar Tafawa Balewa (ATBU) é uma universidade federal de tecnologia localizada em Bauchi, norte da Nigéria. A universidade tem o nome do primeiro primeiro-ministro da República Federal da Nigéria, Sir Abubakar Tafawa Balewa. O lema da universidade é "Doctrina Mater Artium", que significa "A educação é a mãe das artes práticas".
A universidade foi criada em 1980 como a Universidade Federal de Tecnologia, Bauchi. Os primeiros alunos da instituição foram admitidos em outubro de 1981 para programas pré-graduação e progrmas corretivos, enquanto os cursos de graduação da Escola de Ciência e Educação Científica começaram em outubro de 1982. Em 1 de outubro de 1984, a universidade foi fundida com a Universidade Ahmadu Bello, Zaria, Nigéria. com mudança de nome para Abubakar Tafawa Balewa College, Universidade Ahmadu Bello, campus de Bauchi. A universidade recuperou seu status autônomo em 1988 após uma cisão geral de tais instituições. Isto foi seguido por uma mudança de nome para Abubakar Tafawa Balewa University, Bauchi.
O padrão acadêmico da universidade foi formulado em 1980 após consulta com especialistas da Nigéria, Reino Unido e Estados Unidos da América. O currículo adotado foi aplicado na natureza, como adequado a uma instituição de base tecnológica, e esse tema é mantido em todas as unidades da universidade.
A universidade oferece cursos através de seis escolas: a Escola de Engenharia, Ciência, Tecnologia Ambiental, Agricultura, Tecnologia de Gestão e a Escola de Educação Tecnológica. Ela oferece graus de bacharel de nível de entrada e mestrado e doutorado. Cada escola é dirigida por um reitor que se reporta diretamente ao vice-chanceler. O vice-chanceler é o chefe executivo da universidade. O vice-chanceler é nomeado pelo Governo Federal da Nigéria sob recomendação do Conselho de Governadores da Universidade.

## Administração
Abubakar Tafawa Balewa University tem um chanceler como o chefe cerimonial da universidade, enquanto o vice-chanceler é o principal executivo e oficial acadêmico da universidade. O vice-chanceler é geralmente nomeado por um período não renovável de 5 anos.
Desde o início, a Universidade foi gerida pelos seguintes Chefes Executivos: 
| S/N | Nome                                 | Período   | Posto ocupado    |
| --- | ------------------------------------ | --------- | ---------------- |
| 1   | Professor Adewale Oke Adekola        | 1980–1984 | Vice-Chancellor  |
| 2   | Professor Buba Garegy Bajoga         | 1984–1988 | Provost          |
| 3   | Professor Buba Garegy Bajoga         | 1988–1995 | Vice-Chancellor  |
| 4   | Professor Abubakar Sani Sambo        | 1995–2004 | Vice-Chancellorr |
| 5   | Professor Garba Aliyu Babaji         | 2004–2009 | Vice-Chancellor  |
| 6   | Professor Muhammad Hamisu Muhammad   | 2009–2014 | Vice-Chancellor  |
| 7   | Professor Abdulrahman Saminu Ibrahim | 2014–Date | Vice-Chancello   |

Atualmente, a universidade tem mais de 30 Departamentos Acadêmicos, 6 Faculdades, 8 Diretórios  e 7 Centros, com uma população de estudantes de graduação superior a 10.000. Uma faculdade de ciência médica foi estabelecida na Universidade e desde então desenvolveu-se.

## Faculdades
A universidade tem as seguintes faculdades:
- Faculdade de Agricultura e Tecnologia Agrícola
- Faculdade de Engenharia e Tecnologia de Engenharia
- Faculdade de Tecnologia Ambiental
- Faculdade de Tecnologia de Gestão
- Faculdade de Educação Tecnológica
- Faculdade de Ciência
- Faculdade de Medicina, uma faculdade de ciências médicas que oferece cursos médicos e de saúde e de Meio Ambiente